# Lycium rachidocladum
Lycium rachidocladum är en potatisväxtart som beskrevs av Michel Félix Dunal. Lycium rachidocladum ingår i släktet bocktörnen, och familjen potatisväxter. Inga underarter finns listade i Catalogue of Life.